# Transports en commun de Mâcon
Tréma est le nom commercial du réseau de transport en commun de Mâcon et de ses environs, organisé par la communauté d'agglomération Mâconnais-Beaujolais Agglomération.

## Histoire

### Le réseau Mâcon Bus (1987 - 2009)

#### Les débuts du réseau
La Ville de Mâcon était l'autorité organisatrice à l'origine du réseau de transports urbains.
En avril 1987, elle attribue l'exploitation du réseau à la société Mâcon Bus, filiale de Transdev, issue de la privatisation de la Régie départementale des Transports de Saône-et-Loire (RTSL) cette même année. À chaque renouvellement du contrat de délégation de service public, la société remportait les appels d'offres successifs. La société perd l'exploitation du réseau le 30 juin 2009.

#### Le réseau sous le SITUM
En 1997, un SIVU mixte est créé : le Syndicat Intercommunal des Transports Urbains du Mâconnais - Val de Saône (SITUM), qui devient alors l'autorité organisatrice du réseau Mâcon Bus.
En 2005, le SITUM reste en place malgré la création de la Communauté d'agglomération du Mâconnais - Val de Saône (CAMVAL), qu'elle a intégré en raison de la présence de deux communes se trouvant en dehors de cette dernière mais desservies par le réseau. Le SITUM est donc composé à partir de 2005, et jusqu'à sa suppression en 2017, de 3 membres :
- La Communauté d'agglomération du Mâconnais - Val de Saône (CAMVAL) qui lui déléguait sa compétence Transport (26 communes) ;
- La commune de Crêches-sur-Saône ;
- La commune de Chaintré.

Le périmètre du SITUM s'étendait donc sur 28 communes. Le Comité syndical était composé d'un élu titulaire et d'un suppléant par commune desservie.
| Période                   | Président              | Qualité                               |
| ------------------------- | ---------------------- | ------------------------------------- |
| 1997-2004                 | Yves Pagnotte          | Élu (DVG) de la Ville de Mâcon        |
| 2004 - mars 2008          | Marie-Hélène Patonnier | Adjointe (DVD) au Maire de Mâcon      |
| mars 2008 - mars 2014     | Jean-Pierre Pagneux    | Maire (SE) de Saint-Laurent-sur-Saône |
| mars 2014 - décembre 2017 | Georges Lascroux       | Élu (UMP) de la ville de Mâcon        |

### Le réseau Tréma (depuis 2009)

#### Le lancement du nouveau réseau
Le 1er juillet 2009, le réseau Mâcon Bus devient Tréma après l'attribution du contrat de délégation de service public à CarPostal France, filiale de la compagnie suisse CarPostal,. Pour cela, le groupe a créé une nouvelle société dédiée, CarPostal Mâcon, qui reste en poste jusqu'au 30 juin 2017.
Le 31 août 2009, le réseau est restructuré avec l'apparition d'une numérotation alphabétique pour les lignes régulières (A à G) et alphanumérique pour les lignes scolaire (TS1 à TS11 et TS201 à TS210).
Le 10 mars 2015, le réseau s'est agrandit avec la Tréma Navette. C'est une ligne circulaire desservant les principaux points d'intérêt du centre-ville.
Le SITUM est dissout le 1er janvier 2017, dans le cadre de la création de la nouvelle structure intercommunale Mâconnais Beaujolais Agglomération. Cette dernière naît de la fusion de la Communauté d'agglomération du Mâconnais - Val de Saône (CAMVAL) et de la Communauté de communes du Mâconnais Beaujolais (CAMB). Elle exerce donc, en lieu et place du SITUM, la compétence Transport sur l'ensemble de son territoire.
Les nouvelles communes de l'ancienne CAMB ne bénéficient pas immédiatement du réseau Tréma, à l'exception de Varennes-lès-Mâcon, où la ligne D marque un arrêt depuis mars 2017. Jusqu'alors, les bus traversaient cette commune sans s'y arrêter, pour rejoindre Crêches-sur-Saône.

#### Le retour de l'opérateur Transdev
Le 1er juillet 2017, le groupe Transdev, avec sa filiale Mâconnais-Beaujolais Mobilités, récupère l'exploitation du réseau, après avoir remporté l'appel d'offre lancé par Mâconnais Beaujolais Agglomération.
Le 19 décembre 2022, 4 lignes périurbaines sont lancées à titre expérimental. Elles sont sous-traitées auprès de la SPL MBFC.
Le 4 avril 2024, la communauté d'agglomération a reconduit le groupe Transdev pour l'exploitation du réseau urbain, dans le cadre du renouvellement de la délégation de service public,. Ce contrat a débuté le 1er juillet 2024, pour une durée de 5 ans, et promet une restructuration du réseau pour la rentrée scolaire 2024, comprenant notamment la mise en place d'une seconde navette gratuite, et d'une liaison rapide entre les gares Mâcon-Ville et Mâcon-Loché, ainsi qu'une amélioration des fréquences de passage.
8 juillet 2025 La Navette N1 sera prolonger à bioux avec un arrêt à la maison de quartier de bioux avec les mêmes fréquences de passage.

## Le réseau

### Les lignes
Le réseau Tréma se compose de 13 lignes : 7 urbaines, 4 périurbaines et 2 navette de centre-ville.
| No  | Date d'ouverture | Parcours                                                     | Parcours                                                        | Longueur | Fréquentation annuelle | Matériel          | Exploitant actuel             |
| No  | Date d'ouverture | Terminus 1                                                   | Terminus 2                                                      | Longueur | Fréquentation annuelle | Matériel          | Exploitant actuel             |
| --- | ---------------- | ------------------------------------------------------------ | --------------------------------------------------------------- | -------- | ---------------------- | ----------------- | ----------------------------- |
| A   | 31 août 2009     | Mâcon - Rive de Saône (ou Mâcon Val saône centre d'affaires) | Mâcon - Nicéphore Niepce (ou Mâcon - Grand Sud)                 | -        | 255 307                | Standards         | Transdev Mâconnais-Beaujolais |
| B   | 26 août 2024     | Mâcon - Gare Mâcon Ville                                     | Mâcon - Chazoux                                                 | -        | -                      | standards midibus | Transdev Mâconnais-Beaujolais |
| C   | 26 août 2024     | Mâcon - Gare Mâcon Ville                                     | Mâcon - A. Dumaine (ou Mâcon rocca)                             | -        | 100 000                | Standards         | Transdev Mâconnais-Beaujolais |
| D   | 31 août 2009     | Mâcon - Gare Mâcon Ville                                     | Crêches-sur-Saône - Cité fleurie (ou Crêches-sur-Saône - Dracé) | -        | 135 739                | Standards Midibus | Transdev Mâconnais-Beaujolais |
| E   | 26 août 2024     | Mâcon - Gare Mâcon Ville                                     | Mâcon - Les Luminaires                                          | -        | -                      | Standards Midibus | Transdev Mâconnais-Beaujolais |
| G   | 31 août 2009     | Mâcon - Gare Mâcon Ville                                     | Mâcon - Saint-Jean-le-Priche                                    | -        | 78 653                 | Standards Midibus | Transdev Mâconnais-Beaujolais |
| TGV | 26 août 2024     | Mâcon - Gare Mâcon Ville                                     | Mâcon - Gare Loché TGV                                          | -        | 10 500                 | Standards Midibus | Transdev Mâconnais-Beaujolais |

| No | Date d'ouverture | Parcours                 | Parcours                            | Longueur | Fréquentation annuelle | Matériel | Exploitant actuel |
| No | Date d'ouverture | Terminus 1               | Terminus 2                          | Longueur | Fréquentation annuelle | Matériel | Exploitant actuel |
| -- | ---------------- | ------------------------ | ----------------------------------- | -------- | ---------------------- | -------- | ----------------- |
| P1 | 19 décembre 2022 | Mâcon - Gare Mâcon Ville | La Salle - Mouge                    | -        | -                      | Minicars | MBFC              |
| P2 | 19 décembre 2022 | Mâcon - Gare Mâcon Ville | Laizé - Place de la Fontaine        | -        | -                      | Minicars | MBFC              |
| P3 | 19 décembre 2022 | Mâcon - Gare Mâcon Ville | Azé - Le Bourg                      | -        | -                      | Minicars | MBFC              |
| P4 | 19 décembre 2022 | Mâcon - Gare Mâcon Ville | Romanèche-Thorins - Place des Mines | -        | -                      | Minicars | MBFC              |

| No | Date d'ouverture | Parcours                                                     | Parcours                                                     | Longueur | Fréquentation annuelle | Matériel | Exploitant actuel             |
| No | Date d'ouverture | Terminus 1                                                   | Terminus 2                                                   | Longueur | Fréquentation annuelle | Matériel | Exploitant actuel             |
| -- | ---------------- | ------------------------------------------------------------ | ------------------------------------------------------------ | -------- | ---------------------- | -------- | ----------------------------- |
| N1 | 10 mars 2015     | Mâcon -Maison de quartier de bioux (circulaire)              | Mâcon -Maison de quartier de bioux (circulaire)              | -        | 400 000                | Minibus  | Transdev Mâconnais-Beaujolais |
| N2 | 26 août 2024     | Saint-Laurent-sur-Saône - Parking Saint-Laurent (circulaire) | Saint-Laurent-sur-Saône - Parking Saint-Laurent (circulaire) | -        | 70 000                 | Minibus  | Transdev Mâconnais-Beaujolais |

### Lignes scolaires
Baptisées « TrémA'Scol », ces lignes fonctionnent en période scolaire en complément du réseau urbain ou pour desservir les communes ne bénéficiant pas de ces lignes.

#### Lignes doublage scolaire urbaines
Dès le 2 septembre 2024, afin de clarifier l'offre, les lignes de doublage scolaire seront renumérotées en fonction des lignes régulières traversant les différents secteurs de l'agglomération : 
- A : Secteur Mâcons Sud et Saint-Laurent-sur-Saône
- E : Secteur Charnay-les-Mâcon
- G : Secteur Mâcon nord, Sancé et Saint-Jean-le-Priche

Les lignes :
- A1 : Maison Bouchacourt / Europe ↔ Rocca (ex-ancienne ligne A1)
- A2 : Grand Sud ↔ Rive de Saône (ex-ancienne ligne A10)
- A3 : Maison Bouchacourt ↔ Espace Dumaine (ex-ancienne ligne B départ de saint Laurent)
- E1 : Les Giroux ↔ Rocca (ex-ancienne ligne E8)
- E2 : La Lye ↔ Rocca (ex-ancienne ligne E511)
- E3 : Mairie APF ↔ Rocca (nouvelle ligne)
- G1 : ZAC Mâcon Nord ↔ Gare Mâcon Ville (nouvelle ligne)
- G2 : Charbonnières Moulin ↔ Gare Mâcon Ville (ex-ancienne ligne G3)

Ces lignes, auparavant assurées en bus urbains du réseau, sont désormais assurées en autocars.

#### Lignes scolaires périurbaines
Lignes des regroupements pédagogiques intercommunaux qui desservent les écoles primaires et élémentaires :
- 101 : Senozan ↔ Senozan
- 102 : Fuissé ↔ Fuissé
- 103 : Davayé ↔ Davayé
- 104 : Saint-Maurice ↔ Saint-Maurice
- 105 : Milly-Lamartine ↔ Milly-Lamartine
- 106 : La-Roche-Vineuse ↔ La-Roche-Vineuse
- 107 : Saint-Jean-le-Priche ↔ Saint-Jean-le-Priche
- 10751 : Pruzilly ↔ Saint-Amour ↔ Saint-Vérand
- 10752 : Chaintré ↔ Chasselas ↔ Leynes

Lignes qui desservent les collèges et lycées de Mâcon :
- 201 : Milly - La Rochette / La Roche - Le Gros Mont ↔ Mâcon - Collège Saint-Exupéry
- 202 : Senozan - Cimetière ↔ Mâcon - Dumaine
- 203 : Peronne - Mairie ↔ Mâcon - Square de la Paix
- 204 : Azé - Rizerolles / Igé - Le Martoret / Verzé - La Palue / Hurigny - Les Piasses ↔ Mâcon - Rocca
- 205 : Les Cassons ↔ Mâcon - Hôtel de Ville
- 206 : Sologny - Le Bourg / Verzé - Bourg ↔ Mâcon - Collège Saint-Exupéry
- 208 : Vergisson - Bourg / Solutré - Bourg / Fuissé - Les Mollards ↔ Mâcon - Collège Saint-Exupéry
- 209 : Bussières - Château ↔ Mâcon - Collège Saint-Exupéry
- 10301 : Mâcon ↔ La Chapelle-de-Guinchay
- 10302 : Mâcon ↔ La Chapelle-de-Guinchay
- 10303 : Romanèche-Thorins ↔ La Chapelle-de-Guinchay ↔ Mâcon
- 10304 : Mâcon ↔ Chasselas
- 10305 : Vinzelles ↔ Mâcon
- 10318 : Romanèche-Thorins ↔ Mâcon

Lignes destinées à la desserte du collège de La Chapelle-de-Guinchay :
- 10701 : Romanèche-Thorins ↔ La Chapelle-de-Guinchay
- 10702 : Saint-Symphorien-d'Ancelles ↔ La Chapelle-de-Guinchay
- 10703 : Chasselas ↔ La Chapelle-de-Guinchay
- 10704 : Chânes ↔ La Chapelle-de-Guinchay
- 10705 : Chaintré ↔ La Chapelle-de-Guinchay
- 10706 : Crêches-sur-Saône ↔ La Chapelle-de-Guinchay
- 10707 : Romanèche-Thorins ↔ La Chapelle-de-Guinchay

### Transport à la Demande[10]
Le transport à la demande propose les 3 types de services.
Les usagers doivent réserver leur course via une boîte vocale (numéro vert) ou Internet au plus tôt 14 jours et au plus tard 2h avant l'heure de départ.

#### TrémA'Fil +
Ce service fonctionne du lundi au vendredi de 5h00 et 7h00 et de 19h30 et 21h30. Il permet aux usagers de se déplacer sur les communes desservies par des lignes urbaines, avant le début et après la fin des services.

#### Tréma'Dimanche
Ce service permet de se déplacer les dimanches et jours fériés. Comme Tréma’Fil+, il couvre uniquement les communes desservies par les lignes urbaines. Le service fonctionne de 9h00 à 12h30 et de 13h30 à 20h30. Les usagers doivent réserver leur course au plus tard le vendredi à 17h30 pour le dimanche selon les mêmes modalités que TrémA'Fil. Il remplace depuis août 2010 l'ancienne ligne régulière du dimanche reliant Grand Sud à la Maison Médicale Polyclinique via la Gare SNCF.

#### TRémA'Fil périf
Ce service permet aux usagers de relier les communes périphériques et le centre-ville de Mâcon, et fonctionne du lundi au samedi.
Il proposait à l'origine 5 possibilités d'aller-retour vers Mâcon depuis la périphérie. Deux minibus assuraient simultanément le service selon deux zones de prise en charge (Nord et Sud). Depuis septembre 2015, le niveau de l'offre a été réduit dans le cadre de mesures d'économies décidées par l'Autorité organisatrice. Seuls 3 allers-retours quotidiens sont proposés depuis, avec un unique véhicule en service.
Depuis l'arrivée du délégataire Transdev en 2017, ce service est confié à des taxis.

### L'ancien réseau Mâcon Bus
Mâcon Bus était l'ancien réseau de transports publics, exploité par l'ancienne filiale de Transdev, Mâcon Bus, jusqu'au 30 juin 2009.

### Anciennes lignes du réseau Tréma
| No    | Date d'ouverture | Date de fermeture | Parcours                                                            | Parcours                               | Longueur | Fréquentation annuelle | Matériel          | Dernier exploitant            |
| No    | Date d'ouverture | Date de fermeture | Terminus 1                                                          | Terminus 2                             | Longueur | Fréquentation annuelle | Matériel          | Dernier exploitant            |
| ----- | ---------------- | ----------------- | ------------------------------------------------------------------- | -------------------------------------- | -------- | ---------------------- | ----------------- | ----------------------------- |
| B     | 6 juillet 2015   | 24 août 2024      | Saint-Laurent-sur-Saône - Maison Bouchacourt (ou Mâcon - Gare SNCF) | Mâcon - Desnoyers (ou Mâcon - L’Abîme) | -        | 79 163                 | Standards Midibus | Transdev Mâconnais-Beaujolais |
| C1/C2 | 31 août 2009     | 24 août 2024      | Mâcon - Gare SNCF (circulaire)                                      | Mâcon - Gare SNCF (circulaire)         | -        | 379 295                | Standards Midibus | Transdev Mâconnais-Beaujolais |
| E     | 31 août 2009     | 24 août 2024      | Mâcon - Gare SNCF                                                   | Mâcon - Gare TGV Mâcon Loché           | -        | 50 535                 | Standards Midibus | Transdev Mâconnais-Beaujolais |
| F     | 31 août 2009     | 4 juillet 2015    | Mâcon - Gare SNCF                                                   | Mâcon - Chailloux / L'Abîme            | -        | -                      | Midibus           | CarPostal Mâcon               |

## Exploitation

### État de parc
Au 31 décembre 2022, le parc du réseau compte 30 véhicules mis à disposition du délégataire, Transdev Mâconnais-Beaujolais, par Mâconnais Beaujolais Agglomération. Il se décompose en 9 minibus, 4 midibus, 17 bus standards et 4 véhicules légers utilisés pour le service Trémafil+. A ces véhicules s’ajoutent 4 minicars d’une capacité de 30 places, propriétés de MBFC, affectés aux lignes périurbaines P1 à P4. Toutefois, ces véhicules ne sont pas mentionnés dans l’état de parc du rapport d’activités du réseau car l’exploitation de ces lignes est dissocié du contrat de DSP principale.
Dans le détail, le parc se décompose ainsi :
| Modèle                     | Nombre de véhicules | Numéro de parc                                | Date de mise en service   | Affection lignes                     | Exploitant                    |
| -------------------------- | ------------------- | --------------------------------------------- | ------------------------- | ------------------------------------ | ----------------------------- |
| Renault Trafic             | 1                   | 9                                             | Juin 2013                 | TPMR                                 | Transdev Mâconnais-Beaujolais |
| Renault Kangoo             | 1                   | 10                                            | Juin 2017                 | TPMR                                 | Transdev Mâconnais-Beaujolais |
| Renault Mégane             | 1                   | 12                                            | Septembre 2020            | TPMR                                 | Transdev Mâconnais-Beaujolais |
| Volkswagen Caddy           | 1                   | 13                                            | Janvier 2022              | TPMR                                 | Transdev Mâconnais-Beaujolais |
| Vehixel Cityos 3/23        | 1                   | 15                                            | Avril 2008                | Navette N1 et Navette N2             | Transdev Mâconnais-Beaujolais |
| Vehixel City One           | 1                   | 17                                            | Mai 2006                  | TPMR                                 | Transdev Mâconnais-Beaujolais |
| Dietrich City 27           | 1                   | 18                                            | Juillet 2018              | Navette N1 et Navette N2             | Transdev Mâconnais-Beaujolais |
| Dietrich City 29           | 2                   | 19                                            | Août 2019                 | Navette N1 et Navette N2             | Transdev Mâconnais-Beaujolais |
| Dietrich City 29           | 2                   | 20                                            | Septembre 2021            | Navette N1 et Navette N2             | Transdev Mâconnais-Beaujolais |
| Bolloré Bluebus 6 Facelift | 6                   | 21 à 26                                       | Août 2024 et février 2025 | Navette N1 et Navette N2             | Transdev Mâconnais-Beaujolais |
| Heuliez GX 127             | 1                   | 101                                           | Août 2009                 | Ligne B, D, E, G                     | Transdev Mâconnais-Beaujolais |
| Heuliez GX 127L            | 3                   | 102 à 104                                     | Juillet 2009              | Ligne B, D, E, G                     | Transdev Mâconnais-Beaujolais |
| Heuliez GX 137L élec       | 2                   | 105 et 106                                    | mai 2025                  | Ligne B, D, E                        | Transdev Mâconnais-Beaujolais |
| Heuliez GX 327             | 9                   | 201 à 210 (sauf 206 à la suite d'un incendie) | Août 2009                 | Ligne A, B, C, D, E, G               | Transdev Mâconnais-Beaujolais |
| Heuliez GX 337             | 3                   | 211 à 213                                     | Mars 2019                 | Ligne A, B, C, D, E, G               | Transdev Mâconnais-Beaujolais |
| Iveco Urbanway 12          | 4                   | 214 à 217                                     | Juillet 2022              | Ligne A, C, D, E, G                  | Transdev Mâconnais-Beaujolais |
| Heuliez GX 337 ELEC        | 1                   | 218                                           | mai 2024                  | Ligne A, C, D, E, G                  | Transdev Mâconnais-Beaujolais |
| Heuliez GX 337 lilium ELEC | 1                   | 219                                           | mai 2024                  | Ligne A, C, D, E, G                  | Transdev Mâconnais-Beaujolais |
| Renault Agora S            | 1                   | 302                                           | Mars 2001                 | Ligne A1, A2, A3, E1, E2, E3, G1, G2 | Transdev Mâconnais-Beaujolais |
| Indcar Mobi                | 4                   | 18033 à 18036                                 | Août 2022                 | Ligne P1, P2, P3, P4                 | MBFC                          |

### Véhicules de démonstration
Afin de démontrer leurs capacités à réaliser des véhicules toujours plus propres et innovants, les constructeurs expérimentent régulièrement des véhicules dits "de démonstration" afin d'obtenir divers avis et critiques des autorités organisatrices, des exploitants, mais également des usagers. Ont été testés, à Mâcon :
- 1 Gépébus Oréos 4X, un minibus électrique testé sur la ligne Tréma Navette au printemps 2016[12] ;
- 1 Iveco Bus Urbanway 12 BHNS, en 2016 ;
- 1 Heuliez GX 137 L, fonctionnant à l'énergie électrique, en mars 2023[13];
- 1 Heuliez GX 127 ;
- 1 Bolloré Bluebus 6 Facelift, à l'été 2023 .